# Do Desejo

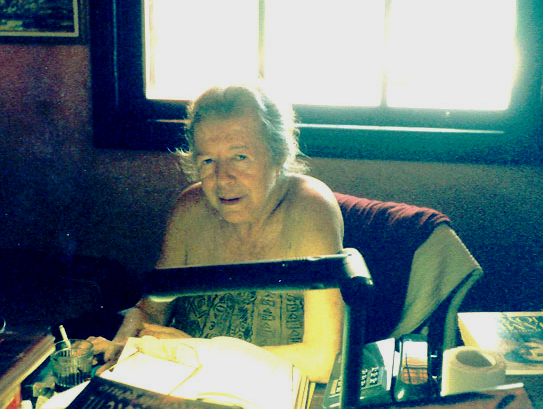
Hilda Hilst, autora de Do Desejo el 1998.

Del desig és l'obra poètica d'Hilda Hilst, poeta, cronista i dramaturga brasilera, considerada per la crítica com una de les escriptores en llengua portuguesa més importants del segle xx. La composició del poemari se situa entre 1986 i 1992, època d'exploració de la trilogia pornogràfica amb exemplars com O caderno rosa de Lori Lamby, i constitueix una obra central de treball de subversió del llenguatge i de les nocions de desig i erotisme, juntament amb l'exploració de la relació entre els conceptes de l'alt i el baix. Del desig és la reunió de set llibres d'Hilda Hilst: Do desejo (homònim del títol del conjunt), Dona Noite, Amavisse, Via Espessa, Via Vazia (tots dos títols, aquests últims, que es troben en l'original a l'interior de Amavisse), Alcoólicas i Sobre a Tua Gran Face. Estan disposats no en ordre cronològic, sinó en un ordre concebut per la mateixa escriptora oferint possibilitats originals de lectura. Do desejo representa un moment marcat en el recorregut d'Hilda Hilst, un llibre que, a més de cobrir un significatiu espai de la trajectòria de l'autora, concentra alguns dels temes, inquietuds i maneres d'expressió més característics de tota la seva obra. Trobem així en l'obra una lírica intimista, existencial i interrogativa, els primers exemples de la qual moderns tindrien en els anys 30 la poesia d'Augusto Frederico Schmidt, Cecilia Meireles, Henriqueta Lisboa.

## Context
En el context del segle xx, en què es donen una sèrie de transformacions filosòfiques i científiques que apunten al fracàs d'alguns dels pilars del projecte civilitzador modern, principalment aquells arrelats en les conquestes de la raó lligada a l'autonomia del subjecte, l'obra d'Hilst ens serveix com un exemple de la cerca incansable del que no es pot definir, de l'etern enigma que, encara que insistentment buscat, es resisteix a ser desxifrat i manifesta de manera molt incisiva un irrevocable desig de comprensió. Do desejo es publica a la fi del segle xx, moment en què amb la influència dels canvis que es donen en la política tant brasilera com a internacional (el Diretas Já, la caiguda del mur de Berlín, l'obertura de la Unió soviètica) es modifica el paradigma de pensament i acostament a la literatura. Les formes de la literatura compromesa dels anys ‘60 deixen de ser un punt de partida, de la mateixa manera, que la poesia orientada cap a una visió estetitzant marcada per una generació que idealitzava la "poesia pura" en un moment de conflictes polítics disgregadors no només al país, sinó també en el panorama mundial. La literatura torna la mirada sobre si mateixa, així com els autors, que s'exploren per escriure amb la major individualitat possible, encara que al seu torn intenten fer-se càrrec de les herències de les avantguardes i el Modernisme brasiler. D'aquesta manera, l'escriptora brasilera Hilda Hilst pertany a la generació d'autors freqüentment designada com “aparedada” entre els ressons encara vibrants del cànon modernista, el radicalisme d'avantguardes com la Poesia Concreta i el lirisme compromès sorgit sota l'impacte de la dictadura.
En els últims anys, en el si dels estudis de gènere, que porten al primer pla la producció de diverses dones escriptores, s'ha impulsat l'estudi que aquestes donen a la seva pròpia subjectivitat, en particular en el terreny de la poesia lírica. Entre les escriptores que privilegien la subjectivitat, destaca la poesia de Adélia Prado, publicada en 1976 amb el llibre Bagatge, que es presenta com un contrapunt a la lírica de Hilst, en estar impregnada del sagrat. No obstant això, es distancia de la poètica hilstiana en privilegiar una perspectiva lluminosa de l'existència enfront de la concepció estripada de la vida per la incessant cerca de l'elevació que veiem en Hilst.

## Resum de l'obra
Del desig i De la nit componen la primera part de l'obra, aquella que reuneix el material inèdit fins a 1992, any de la primera publicació de Do desejo. Tots dos estan composts de deu parts i presenten, en molts sentits, una atmosfera temàtica i subjectiva similar. El qüestionament existencial forma el nucli de l'experiència discursiva, entorn del qual es teixeixen les preguntes respecte del pas del temps, del contacte amb l'altre i del sentit de les coses, observades sempre a partir de la intermediació del llenguatge. A continuació, situat al centre del llibre, es troba Amavisse, publicat anteriorment en 1989. Amavisse conté en el seu interior altres dues seccions que es destaquen en el poemari, Via espessa i Via buida, i està construída per un total de 49 poemes que tracten des de la fragmentació de la identitat del subjecte i el desig de tornada a un suposat origen, fins al desenvolupament de la temàtica de la bogeria i la vena blasfema amb la qual es burla de la figura de Déu. Alcohòliques, publicat en 1990 i Sobre la teva faç immensa, de 1986, delimiten una tercera part de l'obra on la temàtica del diàleg amb Déu assumeix la forma més incisiva, recordant en alguns moments una espècie d'oració invertida.

### Nivell formal
A nivell formal, la poesia d'Hilst sembla privilegiar abans de res l'aspecte semàntic del llenguatge, despullant-se de maneres de significació o d'una estructura formal nítida. Hilst abandona definitivament, en Del desig, la regularitat del metre, privilegiant la fluctuació i la polirrítmia. Utilitzant un vers particularment llarg en gran part de les composicions, l'autora s'aproxima a la prosa, entrant paradoxalment en contradicció amb la pròpia temàtica de la seva poesia, on la preocupació pels aspectes més prosaics de l'existència estaria subjecta, la major part de les vegades, a l'experiència de situacions límit i qüestions essencials. D'aquesta manera combina el llenguatge directe, construït a partir d'una sintaxi apropiada per a la comunicació, amb la paraula usada com a font de misteri o nucli polisèmic.
D'altra banda, la crítica ha identificat que el projecte literari d'Hilst posa en pràctica una poesia caracteritzada per la relació indissociable entre l'autobiografia i la construcció de l'objecte estètic, en què es fa del poema un espai de cerca i trobada d'identitats. D'aquesta manera Hilst enfoca la seva obra cap a un nou context, repensant el valor de l'obra literària i impulsant una nova mentalitat crítica.

### Nivell temàtic
Del desig descriu la revelació davant el no-res: destí i condemna de l'existència. Explicita el dilema de sentir una passió voraç, dionisíaca, per la vida —present, líquida— i l'enfilat davant la consciència de saber-se fugaç. En aquest conflicte, ella s'endinsarà en les vies del gaudi, de la bogeria, de l'embriaguesa buscant l'afirmació d'un sentit a l'existència per confrontar el no-res, contra la qual ella disposa només de l'arma de la paraula poètica, que trasllada la temporalitat. Així, ella percep imposada la confrontació: la dualitat entre un cos que se sap orgànicament fal·lible i que busca una immortalitat per mitjà del llenguatge, de la poesia que intenta traslladar pensaments i produir simbolismes que l'eleven a l'atemporalitat. Una relació condemnada al conflicte i a l'angoixa, ja que fins i tot la paraula aconseguint elevar-se a l'eternitat depèn d'un cos per ser dita. Al cap i a l'últim, doncs, la mort venç sempre, no pot ser driblada.

#### La mort
Alva Martínez Teixeiro explica que per oposició a la divinitat, que es manifesta en una transcendència extrínseca amb relació a l'home, la mort es revela com una realitat inamovible i immanent a l'ésser humà: Hilst diu, "Un poeta i la seva mort / Estan vius i units / Al món dels homes". El jo líric experimenta una altra via de relació amb l'omnipresent mort @centrar l'afecte i que articula la imaginació de la mateixa en un interessant desdoblament cap al territori amorós, doncs "no hi ha horror en la mort hilstiana que ja no s'hagi convertit en una companyia íntima en la vida pròpia vida".

#### El desig en Hilda Hilst
En el conjunt total de l'obra hilstiana la temàtica amorós-sexual sofreix una evolució de to. En les seves primera obres, com Trovas de muito amor per um estimat senhor (1960), part d'una poesia de dedicació lírica a l'estimat inspirada en les cantiges medievals, el discurs desemboca en la "trilogia obscena", en la representació dels més desviats comportaments sexuals, combinant sarcasme, erotisme i humor. La poesia amorosa hilstiana, expressió d'una passió aclaparant a la recerca de la unitat tant amb l'estimat com amb el Déu pare, fusiona aquestes dues representacions de l'altre.
Segons Blumberg, podem aplicar al "cop pornogràfic" d'Hilda el concepte bakhtinià de la carnavalització entesa com a paròdia i transgressió. El carnavalesc medieval s'apropia de manera burlesca dels símbols de les instàncies opressores (noblesa i clergat), transgredint barreres socials i morals a través del riure alliberador. També Hilda s'allibera del pes del món amb un riure sonor. Sense resposta ni respatller davant la crueltat divina (que tolera el sofriment a la terra) i de la superficialitat humana (interessada exclusivament en el propi plaure), usa l'obscenitat transgressora com a instrument de provocació i branca. S'apropia de diversos discursos filosòfic-eròtics, així com d'estereotips pornogràfics, i els deforma paròdicamente. Hilda Hilst aconsegueix trencar i transgredir conceptes i postures que fins llavors romanien en el nivell del que és sota i menyspreable, a començar per l'ús del llenguatge que moltes vegades xoca al lector per la vulgaritat i la cruesa.

#### Déu i transcendència
Tot i les seves afinitats amb retòriques clarament recognoscibles com la de la mística o la confessió, els conflictes "transcendents" que es plasmen en l'obra d'Hilda Hilst es desmarquen del discurs de la devoció cristiana. Alhora, la poètica de Hilst es distancia del discurs de la raó instrumental. Així doncs, es desmarca de les posicions platòniques i de l'ideari de la salvació de l'ànima al mateix temps que proposa un desafiament que estremeix els fonaments de la racionalitat. Veurem que Hilda, quan tracta a Déu, entra amb llibertat en aquest camp, buscant desfer molts misteris al voltant del diví. Veiem en els seus versos com la poeta proposa la idea d'un Déu com un ser comú, que no pot actuar en favor de l'home, i amb qui estableix un intens diàleg, tal com veiem en l'última secció del llibre, Sobre a Tua Gran Face

## Estructura de l'obra

### Primera part:Del desig
En els poemes disposats en un altre dels poemaris de Hilst, Dona Morte. Odes Contínuas, la trobada amb la mort pren una forma eròtica. Hilda sembla voler acostar-se a la mort des de la poesia, per arribar a ser plena, com si la trobada amb la mort fos un gaudi que l'alliberés de l'angoixa de la dualitat vida-mort, i aquesta temptativa de conquesta s'aconsegueix mitjançant la paraula. En canvi, en aquesta primera secció de deu poemes, Del desig, veiem el desviament d'aquesta consciència davant el terror de la mort, la fugida, el córrer obstinat lluny d'ella i la inclinació a “Quem és? Perguntei ao desejo.Respondeu: lava. Depois pó. Depois res”el desesperat, el corpori i el sexual.
“Quem és? Perguntei ao desejo.

Respondeu: lava. Depois pó. Depois gens”
La poesia, feta una forma d'existència al món, es converteix en el mitjà d'expressió que porta a la superfície el que hi hauria en el profund de la vivència afectiva i intel·lectual d'un subjecte a la recerca de la constitució de la seva pròpia identitat. Una identitat sempre traçada en contacte i en conflicte amb inaccessibles alteritats. La relació sexual amb un amant present representa la primera experiència en l'itinerari del poemari, i simbolitza el recer de l'angoixa provocada per la consciència de la dualitat vida-mort. El lliurament a un desig que no aconsegueix la plenitud, sinó que ens fa sentir l'existència al mateix temps en què es mostra la mateixa com a efímera.

### Segona part:De la nit
També compost per una seqüència de deu poemes, De la nit guarda molts punts en comú amb Do desejo. En aquesta part es radicalitza la visió de l'estimat en nom d'un amor metafísic. En parlar de la nit en el títol, utilitzant el mateix esquema que en el títol de la part anterior, se'ns indica una reflexivitat del discurs, i una possible analogia entre l'espai vital del dia, i la proximitat de la mort en la nit.

### Tercera part:Amavisse(incloentVia espessaiVia buida)
En la tercera secció del llibre, Amavisse (del llatí: "haver estimat"), la poeta es troba només amb si mateixa i, si en els primers poemes d'aquesta part la veu poètica apareix lloant la poesia i pregant “porta'm amb tu. En el matí”, al final d'aquesta part acaba “estellada, prenyada de solitud”. La paraula depèn del cos per ser dita i d'un altre per ser sentida. És a dir, tant el desig com la paraula són dependents de complements, tots dos posseeixen parentiu en la falta, no estan complets, com les estelles, com la veu poètica. Al moment mateix que sadolla el desig i que exposa la paraula, la poeta perd: “Per perdre el món / Em separo de mi. Per l'Absurd”.

### Quarta part:Alcohòliques
En Alcohòliques, la penúltima secció i formada per nou parts numerades per xifres romanes, la poeta apareix en una trobada vigorosa i embriagador amb la Vida. L'alcohol representarà la via d'accés a l'ésser, al món, al Tot, després que ambdues, la poeta i la Vida, se sentin a la taula “davant el coratge de la beguda”. Una trobada intensa amb la Vida, com una amiga, perquè l'existència de la poeta sigui marcada en el record de la Vida, quan aquesta s'allunyi. A més, en aquesta part hi ha una interrogativa existencial constant i la veu poètica s'enfronta als límits de la raó albirant que el discurs, mitjà habitual per a l'esclariment, es mostra del tot insuficient davant la dinàmica i els misteris de l'existència.

### Cinquena part:Sobre la teva faç immensa
En Sobre la teva faç immensa, el poema més antic de la col·lecció, escrit entre 1985 i 1986, veiem els poemes més llargs de tota l'obra. Existeix en aquesta part una interlocució amb una segona persona identificada amb Déu (el “sense-nom” en el poemari), amb el qual s'estableix un diàleg de seducció. La voluntat que l'expressió davant Déu es converteixi en comunicació, passa a reflectir obertament un desig de transcendència, de contacte amb l'altre en el plànol d'una imaginària comunió que superi els límits del terrè, de l'enteniment o de l'univers material.

## Traduccions
Actualment disposem d'una edició bilingüe amb traducció al català de Josep Domènech Ponsatí i Joana Castells Savall, amb pròleg d'Helena González Fernández, publicada per Prometeu Edicions en col·laboració amb l'ADHUC, Centre de Recerca Teoria, Gènere, Sexualitat.